# Liste des préfets des Hautes-Alpes
Liste des préfets du département français des Hautes-Alpes depuis la création de la fonction. Le siège de la préfecture est à Gap.

## Liste des préfets

### Consulat et Premier Empire (An VIII- 1815)
| Période         | Période | Identité                               | Fonction précédente | Observation |
| --------------- | ------- | -------------------------------------- | --- | --- |
| 2 mars 1800     | 1802    | Félix Bonnaire                         | membre du Conseil des Cinq-Cents | Passe à la préfecture de la Charente                                                                                  |
| 13 avril 1802   | 1809    | Charles-François de Ladoucette         | Conseiller municipal de Villers-sur-Meuse | Passe à la préfecture de la Roer                                                                                      |
| 13 avril 1809   | 1813    | Jean-François Defermon                 | Avocat au Parlement de Bretagne Juge au tribunal de district de Laval (1792) Secrétaire général de la préfecture de la Mayenne (6 floréal an VIII) Député de la Mayenne au Corps législatif (18 brumaire an XII - 1808) | Préfet de l'Yonne (1813-1814) Préfet du Var (Cent-Jours)                                                              |
| 12 mars 1813    | 1814    | Jean-Pierre Chazal                     | membre du Tribunat Préfet des Hautes-Pyrénées | Préfet du Finistère (Cent-Jours)                                                                                      |
| 13 janvier 1814 | 1815    | Anne Étienne Louis Harmand d'Abancourt | Sous-préfet de Savenay (Loire-Inférieure, 24 mars 1809) | Fils de Nicolas François Harmand d'Abancourt, premier préfet de la Mayenne. Maintenu lors de la première Restauration |

### Première Restauration (1814-1815)
| Période         | Période | Identité                               | Fonction précédente     | Observation |
| --------------- | ------- | -------------------------------------- | ----------------------- | --- |
| 13 janvier 1814 | 1815    | Anne Etienne Louis Harmand d'Abancourt | sous-préfet de Mézières | Passe aux préfectures : du Puy-de-Dôme (1815 - 1817) de la Corrèze (1817-1819), des Ardennes (1819-1823), de l'Allier (1823-1824); Député des Ardennes (1824) |

### Cent-Jours (1815-1815)
| Période      | Période         | Identité                                 | Fonction précédente                            | Observation                        |
| ------------ | --------------- | ---------------------------------------- | ---------------------------------------------- | ---------------------------------- |
| 22 mars 1815 |                 | Charles-François de Ladoucette           | Préfet de la Moselle                           | Sans suite                         |
| 28 mars 1815 |                 | Pierre Thomas Le Roy de Boisaumarié      | Préfet du Var Préfet de la Moselle, sans suite | sans suite. Nommé préfet du Loiret |
| 6 avril 1815 | 14 juillet 1815 | Pierre François Charles Alexandre Petiet |                                                | Fils de Claude-Louis Petiet        |

### Seconde Restauration (1815-1830)
| Période         | Période         | Identité                            | Fonction précédente                                                        | Observation                      |
| --------------- | --------------- | ----------------------------------- | -------------------------------------------------------------------------- | -------------------------------- |
| 14 juillet 1815 | 18 mars 1817    | François de Nugent                  | Officier au régiment Walsh-Irlandais Maître des Requêtes au Conseil d'État | Passe à la préfecture des Landes |
| 1817            | 1819            |                                     |                                                                            |                                  |
| 18 mars 1819    | 27 juin 1823    | Georges Liégeard                    | Sous-préfet d'Uzès                                                         |                                  |
| 27 juin 1823    | 18 juillet 1827 | Louis Asselin                       | Sous-préfet de Pithiviers                                                  | Nommé préfet de l'Aude           |
| 18 juillet 1827 | 3 mars 1828     | Armand de la Bonninière de Beaumont | Préfet de l'Aude                                                           | Nommé préfet des Deux-Sèvres     |
| 3 mars 1828     | 2 août 1830     | Félix-Léonard de Roussy de Sales    | Préfet des Deux-Sèvres                                                     |                                  |

### Monarchie de Juillet (1830-1848)
| Période          | Période          | Identité                   | Fonction précédente       | Observation                    |
| ---------------- | ---------------- | -------------------------- | ------------------------- | ------------------------------ |
| 2 août 1830      | 14 juillet 1833  | Anne Jean Étienne Baynaud  |                           |                                |
| 14 juillet 1833  | 11 janvier 1834  | Jean Gauja                 | Préfet de l'Ariège        | Nommé préfet de Maine-et-Loire |
| 17 janvier 1834  | 1er juillet 1835 | Jean François Léon Saladin | Préfet de Saône-et-Loire  | Nommé préfet de la Drôme       |
| 1er juillet 1835 | 5 juin 1840      | Jean Mourgue               | Préfet de la Haute-Vienne | Appelé à d'autres fonctions    |
| 5 juin 1840      | 3 mars 1848      | Toussaint Curel            | Préfet des Landes         | Révoqué                        |

### Deuxième République (1848-1851)
| Période           | Période           | Identité                                     | Fonction précédente                      | Observation                                 |
| ----------------- | ----------------- | -------------------------------------------- | ---------------------------------------- | ------------------------------------------- |
| 10 mars 1848      | 2 juin 1848       | Adolphe de Chanal                            |                                          | Devient préfet du Gard                      |
| 13 juin 1848      | 7 mars 1851       | Marc Giraud-Teulon                           | Commissaire du gouvernement de l'Ardèche |                                             |
| 7 mars 1851       | 26 septembre 1951 | Charles Dunoyer                              | Secrétaire général des Bouches-du-Rhône  | Nommé préfet des Basses-Alpes, puis révoqué |
| 26 septembre 1951 | 9 mai 1852        | Jean-Baptiste Rabiers de la Baume du Villars | Préfet des Basses-Alpes                  | Appelé à d'autres fonctions                 |

### Second Empire (1852-1870)
| Période         | Période          | Identité                      | Fonction précédente                            | Observation                     |
| --------------- | ---------------- | ----------------------------- | ---------------------------------------------- | ------------------------------- |
| 9 mai 1852      | 8 août 1855      | Augustin Le Provost de Launay | Sous-préfet du Havre                           | Nommé préfet de Tarn-et-Garonne |
| 8 août 1855     | 5 octobre 1867   | Alexandre Lepeintre           | Sous-préfet d'Ambert                           | Nommé préfet de l'Ain           |
| 5 octobre 1867  | 31 janvier 1870  | Jacques Boyer                 | Sous-préfet de Valenciennes                    | Nommé préfet de la Corse        |
| 31 janvier 1870 | 6 septembre 1870 | Charles Lavollée              | Haut fonctionnaire au ministère de l'Intérieur |                                 |

### Troisième République (1870-1940)
| Période           | Période           | Identité                                                    | Fonction précédente                                                            | Observation |
| ----------------- | ----------------- | ----------------------------------------------------------- | ------------------------------------------------------------------------------ | --- |
| 6 septembre 1870  | 24 mai 1873       | Cyprien Chaix                                               | Candidat d'opposition aux législatives de 1869                                 | Elu député de Gap en 1876 |
| 21 septembre 1870 | 21 septembre 1870 | Xavier Blanc                                                |                                                                                | Administrateur provisoire; Nomination annulé. |
| 26 mai 1873       | 30 avril 1874     | Charles Delagneau                                           | Sous-préfet de Mamers                                                          | Devient directeur de la maison d'aliénés de Charenton                                                                                               |
| 30 avril 1874     | 18 décembre 1877  | Pierre Roger de Tristan de L'Hermite dit Roger de L'Hermite | Sous-préfet d'Autun                                                            | |
| 18 décembre 1877  | 21 octobre 1883   | Oscar Vernet                                                | Sous-préfet de Tournon                                                         | Retraite et préfet honoraire. |
| 21 octobre 1883   | 18 juillet 1885   | Etienne Antoine Joucla-Pelous                               | Sous-préfet de Rochefort (Charente-Maritime)                                   | Devient préfet des Pyrénées-Orientales |
| 18 juillet 1885   | 11 novembre 1886  | Jean Du Chaylard                                            | Préfet de la Charente, puis préfet de Constantine non installé                 | Nommé préfet de Loir-et-Cher |
| 11 novembre 1886  | 4 août 1888       | Dominique Beverini, dit Beverini-Vico                       | Secrétaire général de la Seine-Inférieure                                      | Nommé préfet du Lot |
| 4 août 1888       | 24 mai 1889       | Jean Arnaud                                                 | Sous-préfet de Brest                                                           | Nommé préfet du Lot |
| 24 mai 1889       | 31 décembre 1892  | Jean Blanc dit Blanc-Perron                                 | Sous-préfet de Toulon                                                          | Nommé préfet des Landes |
| 31 décembre 1892  | 7 janvier 1894    | Pierre Doux                                                 | Sous-préfet de Bayonne                                                         | Nommé préfet du Tarn |
| 7 janvier 1894    | 9 mars 1895       | Joseph Brû d'Esquille                                       | Préfet du Tarn                                                                 | Nommé receveur particulier des finances de l'arrondissement de Pontoise                                                                             |
| 18 mars 1895      | 6 janvier 1897    | Jean Dufoix                                                 | Secrétaire général de Seine-et-Oise                                            | Nommé préfet de Constantine |
| 6 janvier 1897    | 9 mars 1899       | Henri Buisson                                               | Sous-préfet de Sens                                                            | Nommé préfet de la Meuse |
| 9 mars 1899       | 9 septembre 1902  | Joachim Alexandre Berseville                                | secrétaire général du Gouvernement général de l'Algérie                        | Nommé préfet de Lot-et-Garonne |
| 9 septembre 1902  | 15 mars 1905      | Charles Marais                                              | Sous-préfet de Bergerac                                                        | Nommé préfet de l'Aube |
| 15 mars 1905      |                   | Louis Verdier-Havard                                        | Sous-préfet du Havre                                                           | Appelé sur sa demande à d'autres fonctions |
| 10 octobre 1907   | 13 juin 1908      | François Ramonet                                            | Préfet du Finistère                                                            | Nommé préfet de Saône-et-Loire |
| 13 juin 1908      | 25 mai 1909       | Louis Hudelo                                                | Sous-préfet de Langres                                                         | Nommé préfet du Var |
| 25 mai 1909       | 10 juin 1909      | Eugène Schmidt                                              | Administrateur du Territoire de Belfort                                        | Non installé, reste 2 semaines en poste avant d'être nommé préfet de l'Orne                                                                         |
| 10 juin 1909      | 19 juin 1909      | Pierre Boudet                                               | Préfet de l'Ariège                                                             | Non installé. Procès pour complicité d'adultère devant la cour d'appel de Toulouse                                                                  |
| 19 juin 1909      | 3 octobre 1910    | Jean Reyss                                                  | Sous-préfet de Toulon                                                          | Nommé préfet de l'Aveyron |
| 3 octobre 1910    | 20 octobre 1911   | Robert Leneveu                                              | Sous-préfet de Cherbourg                                                       | Nommé préfet de l'Orne |
| 20 octobre 1911   | 28 février 1914   | Gabriel Letainturier Dit Letainturier-Fradin                | Sous-préfet de Saint-Omer                                                      | Nommé préfet de l'Yonne |
| 28 février 1914   | 16 mars 1915      | Clément Bonhoure                                            | Sous-préfet de Dunkerque                                                       | Nommé préfet du Lot |
| 16 mars 1915      | 19 mars 1918      | François Ceccaldi                                           | Préfet du Lot                                                                  | Nommé préfet de l'Aube |
| 9 avril 1918      | 6 août 1920       | Hippolyte Revilliod                                         | Sous-préfet de Saint-Malo                                                      | À la disposition du président du conseil ministre des affaires étrangères                                                                           |
| 6 août 1920       | 4 novembre 1921   | Maurice de Veulle                                           | Sous-préfet d'Yvetot                                                           | Nommé préfet de la Haute-Saône |
| 4 novembre 1921   | 2 mars 1922       | Marie Denis Mage                                            | Préfet de l'Aube                                                               | Nommé préfet de Loir-et-Cher |
| 2 mars 1922       | 2 mars 1922       | George Grimanelli                                           | Sous-préfet de Beaune                                                          | Appelé sur sa demande à d'autres fonctions; Percepteur à Montrouge                                                                                  |
| 2 mars 1922       | 22 janvier 1925   | Louis Paisant                                               | Secrétaire général de l'Isère                                                  | Nommé préfet de Tarn-et-Garonne |
| 22 janvier 1925   | 28 janvier 1925   | François Sibra                                              | Secrétaire général du Puy-de-Dôme                                              | Directement appelé à d'autres fonctions. Devient Trésorier-Payeur-Général de l'Ariège.                                                              |
| 2 février 1925    | 22 mai 1929       | Eugène Berthet                                              | Sous-préfet de Riom                                                            | En service détaché en tant directeur administratif de l'asile d'aliénés de Villejuif                                                                |
| 28 mai 1929       | 2 mai 1930        | Eugène Moury dit Moury-Muzet                                | Sous-préfet de Cambrai                                                         | Nommé préfet de la Haute-Saône |
| 2 mai 1930        | 13 octobre 1932   | Alfred Antony                                               |                                                                                | Nommé préfet de la Dordogne |
| 13 octobre 1932   | 19 mai 1934       | Marie Paul Léo Jean Cumenge                                 | Sous-préfet de Bergerac                                                        | Nommé préfet de la Charente |
| 19 mai 1934       | 19 mai 1934       | Charles Guilhermet                                          | Sous-préfet de Béziers                                                         | Nommé et non installé; Mis à la disposition du gouverneur général de l'Algérie                                                                      |
| 28 mai 1935       | 28 mai 1935       | Joseph Giraud                                               |                                                                                | Nommé et non installé; Maintenu sur sa demande en service détaché auprès du ministre de la santé publique                                           |
| 16 août 1935      | 21 mars 1936      | Fernand Gervais                                             | Secrétaire général des Alpes-Maritimes                                         | Préfet des Côtes-du-Nord |
| 21 mars 1936      | 1er juillet 1937  | François de Bernardi                                        | À la disposition du gouverneur général de l'Algérie                            | Nommé préfet honoraire, à la disposition du ministre des finances                                                                                   |
| 2 juillet 1937    | 30 août 1938      | Lucien Coudor                                               | Receveur percepteur de Paris 10e                                               | Nommé préfet de la Haute-Savoie |
| 30 août 1938      | 6 juin 1939       | Jean Heureude                                               | Secrétaire général des Basses-Pyrénées                                         | Nommé préfet de la Creuse |
| 6 juin 1939       | 28 décembre 1939  | Henri Cado                                                  | Sous-préfet de Narbonne                                                        | Administrateur extraordinaire de Marseille |
| 15 mai 1940       | 2 novembre 1940   | Henri Morel                                                 | Secrétaire général de Seine-et-Oise pour l'administration                      | Nommé à titre temporaire en mai; Mis en disponibilité en novembre. Détaché en tant directeur de la caisse de crédit municipal de Marseille en 1942. |
| 2 novembre 1940   | 14 novembre 1941  | René Rivière                                                | À la disposition du gouverneur général de l'Algérie française, Georges Le Beau | Nommé préfet de la Dordogne |

### Régime de Vichy sous l'Occupation (1940-1944)
| Période          | Période          | Identité        | Fonction précédente       | Observation                                                                                       |
| ---------------- | ---------------- | --------------- | ------------------------- | ------------------------------------------------------------------------------------------------- |
| 14 novembre 1941 | 4 septembre 1944 | Albert Durocher | Préfet de Tarn-et-Garonne | Astreint à résidence à Plan-d'Aups par le commissaire de la République; Suspendu de ses fonctions |

### GPRF et Quatrième République (1944-1958)
| Période          | Période            | Identité        | Fonction précédente                                                                         | Observation |
| ---------------- | ------------------ | --------------- | ------------------------------------------------------------------------------------------- | --- |
| 4 septembre 1944 | 18 avril 1946      | Edmond Pascal   | Adjoint au maire de Gap, révoqué en 1941.                                                   | Délégué par le préfet de la région de Marseille dans les fonctions de préfet des Hautes-Alpes. Devient attaché culturel à l'ambassade de France au Brésil |
| 18 avril 1946    | 26 juillet 1950    | Bernard Lecornu | Emprisonné à Fresnes en octobre 1944, puis libéré le 14 août 1945.                          | Nommé préfet du Doubs |
| 26 juillet 1950  | 1er septembre 1954 | René Thomas     | Sous-directeur à la direction du personnel et des affaires politiques                       | Nommé directeur adjoint du cabinet du ministre des travaux publics Jacques Chaban-Delmas                                                                  |
| 30 août 1954     | 18 décembre 1956   | Jacques Saunier | Chargé de mission au cabinet du ministre délégué au Conseil de l'Europe François Mitterrand | Nommé préfet des Ardennes |

### Cinquième République (Depuis 1958)
| Période           | Période           | Identité              | Fonction précédente | Observation                                                                 |
| ----------------- | ----------------- | --------------------- | --- | --------------------------------------------------------------------------- |
| 18 décembre 1956  | 7 février 1959    | Maurice Bonafous      | Préfet de l'Aveyron | Nommé préfet de l'Aude                                                      |
| 7 février 1959    | 22 novembre 1960  | Armand Berthet        | Conseiller technique au cabinet du ministre de la santé publique | Nommé préfet du Var                                                         |
| 22 novembre 1960  | 3 janvier 1963    | André Dubois-Chabert  | Préfet de la Guyane | Nommé préfet de la Manche                                                   |
| 3 janvier 1963    | 28 décembre 1966  | Bernard Antoine       | Chargé de mission au cabinet du préfet de police | Hors cadre et mis en disponibilité sur sa demande. Retraite en 1972.        |
| 28 décembre 1966  | 11 décembre 1970  | Charles André         | Sous-préfet de Meaux | En congé spécial sur sa demande, puis retraite                              |
| 11 décembre 1970  | 6 octobre 1972    | Henry Maniere         | Sous-préfet de Saint-Germain-en-Laye | Nommé préfet délégué à la police auprès du préfet du Nord                   |
| 14 octobre 1972   | 12 février 1975   | Henri Gevrey          | Secrétaire général de Saône-et-Loire | Nommé préfet du Vaucluse                                                    |
| 12 février 1975   | 27 avril 1978     | Raymond Heim          | Sous-préfet du Raincy | Nommé préfet de la Martinique et de la zone de défense Antilles-Guyane      |
| 27 avril 1978     | 31 décembre 1980  | Hubert Blanc          | Sous-préfet du Raincy | Nommé préfet des Vosges                                                     |
| 31 décembre 1980  | 16 juillet 1981   | Bernard Grasset       | Directeur de cabinet au secrétariat d'État aux Postes et Télécommunications Norbert Ségard | Nommé préfet délégué pour la police auprès du préfet du Rhône               |
| 16 juillet 1981   | 22 juillet 1982   | Antoine Carli         | Préfet de la Guyane | Nommé commissaire de la République de Meurthe-et-Moselle                    |
| 1982              | 16 février 1984   | Michel Blangy         | | Nommé préfet de la Réunion                                                  |
| 16 février 1984   | 6 août 1985       | Rémy Pautrat          | |                                                                             |
| 6 août 1985       | 21 avril 1987     | Lucien Kalfon         | | Nommé préfet hors cadre                                                     |
| 22 avril 1987     | 31 janvier 1989   | Michel Soulier        | Préfet-délégué pour la police auprès du commissaire de la République de la Gironde | Nommé préfet de l'Ariège                                                    |
| février 1989      | 31 juillet 1991   | Jacques Barthélemy    | | Nommé préfet des Landes                                                     |
| 31 juillet 1991   | 5 avril 1993      | Claude Guéant         | secrétaire général de la préfecture des Hauts-de-Seine | Devient directeur de cabinet de Charles Pasqua                              |
| 6 mai 1993        | 27 novembre 1996  | Jean-Christian Cady   | Directeur des stages à l’Ecole nationale d’administration | Nommé préfet de l'Aveyron                                                   |
| 27 novembre 1996  | 28 avril 1999     | Alain Walmetz         | Préfet délégué pour la sécurité et la défense auprès du préfet du Nord | Nommé préfet hors cadre et placé en position de service détaché             |
| 24 juin 1999      | 1er août 2002     | Rémi Caron            | Sous-préfet d’Aix-en-Provence | Nommé préfet, secrétaire général de la préfecture de Paris                  |
| 1er août 2002     | 9 juillet 2004    | Patrick Strzoda       | Secrétaire général pour les affaires régionales de Rhône-Alpes | Nommé préfet des Deux-Sèvres                                                |
| 9 juillet 2004    | 23 septembre 2005 | Joël Tixier           | Directeur des finances et de la commande publique à la préfecture de police | Nommé préfet hors cadre                                                     |
| 23 septembre 2005 | 27 juin 2008      | Jean-François Savy    | Secrétaire général de la préfecture de Seine-et-Marne | Nommé préfet des Ardennes                                                   |
| 27 juin 2008      | 1er octobre 2009  | Nicole Klein          | Préfet délégué pour l'égalité des chances auprès du préfet du Nord | Nommé responsable préfiguratrice de l’Agence régionale de santé d’Aquitaine |
| 29 octobre 2009   | novembre 2010     | Nicolas Chapuis       | Conseiller à l'ambassade de France en Chine | Ministre plénipotentiaire                                                   |
| 11 novembre 2010  | 16 février 2012   | Francine Prime        | Sous-préfète de Rambouillet | Nommée, à sa demande, préfète hors cadre                                    |
| 16 février 2012   | 20 juin 2013      | Jacques Quastana      | Directeur de la police générale à la préfecture de police | Nommé préfet du Jura                                                        |
| 20 juin 2013      | 31 décembre 2015  | Pierre Besnard        | Chef de cabinet du président de la République française | Nommé préfet de Tarn-et-Garonne                                             |
| 1er janvier 2016  | 15 novembre 2017  | Philippe Court        | Ingénieur en chef des ponts-et-chaussées | Nommé préfet de l'Ardèche                                                   |
| 15 novembre 2017  | 5 février 2020    | Cécile Bigot-Dekeyzer | Ingénieure générale des ponts, des eaux et des forêts | Nommée préfète des Landes                                                   |
| 5 février 2020    | 21 juillet 2022   | Martine Clavel (d)    | Commissaire divisionnaire de la police nationale détachée en qualité de cheffe de service, adjointe à la directrice de l'Accueil, de l'Accompagnement des étrangers et de la Nationalité au sein de la direction générale des Étrangers en France du ministère de l'Intérieur | Nommée préfète de Charente                                                  |
| 21 juillet 2022   | 25 août 2025      | Dominique Dufour      | Secrétaire général de la compagnie aérienne Air Austral | Nommé préfet de Saône-et-Loire                                              |
| 25 août 2025      | -                 | Philippe BAILBE       | | -                                                                           |

## Liste des sous-préfets

### Sous-préfets de Briançon
| Période          | Période           | Identité          | Fonction précédente | Observation                                                                                               |
| ---------------- | ----------------- | ----------------- | --- | --- |
| 29 avril 2014    | 7 décembre 2017   | Isabelle Sendrané | chargée de mission environnement et développement durable au Secrétariat général pour les affaires régionales d'Aquitaine | Nommée sous-préfète de Condom                                                                             |
| 23 mars 2018     | 14 mars 2020      | Jean-Bernard Iché | Directeur départemental de la cohésion sociale et de la protection des populations d'Eure-et-Loir                         | Nommé directeur de cabinet du préfet de la Sarthe                                                         |
| 21 avril 2020    | 17 septembre 2022 | Hélène LESTARQUIT | Juge administratif | Nommée sous-préfète chargée de mission auprès du préfet de la Région Occitane, préfet de la Haute-Garonne |
| 15 novembre 2022 | -                 | Dalila ZANE       | Présidente du tribunal judiciaire de Moulins                                                                              | Actuelle sous-préfète                                                                                     |